# چک ۱۳۸/۱۰ آر
چک ۱۳۸/۱۰ آر (به انگلیسی: Chak No 138/10-R) یک منطقهٔ مسکونی در پاکستان است که در پنجاب واقع شده‌است.